# Claudio Brook
Claudio Brook (Cidade do México, 28 de agosto de 1927 — Cidade do México, 18 de outubro de 1995) foi um ator mexicano.

## Filmografia

### Televisão
- Captain Grief (1960)
- Vida robada (1961)
- Un grito en la oscuridad (1965)
- Viviana (1978)
- Sandra y Paulina (1980)
- El árabe (1980)
- La pasión de Isabela (1983)
- Juana Iris (1985)
- El camino secreto (1986)
- Senda de gloria (1987)
- Teresa (1989)
- Balada por un amor (1989)
- One Man's War (1991)
- Las secretas intenciones (1992)
- Valentina (1993)
- El vuelo del águila (1994)
- María José (1995)
- Retrato de familia (1995)

### Cinema
- El último rebelde (1958)
- Los hijos del divorcio (1958)
- El derecho a la vida (1959)
- Las señoritas Vivanco (1959)
- Vagabundo y millonario (1959)- Sr. Procurador
- Neutrón el enmascarado negro (1960) - Professor Walker
- El gran pillo (1960)
- El último mexicano (1960)
- The Young One (1960)
- Yo sabía demasiado (1960)
- Las cosas prohibidas (1961)
- El ángel exterminador (1962)
- Gerónimo (1962)
- El Santo en el museo de cera (1963) - Dr. Karol
- Cuando los hijos se pierden (1963)
- Entrega inmediata (1963) - Sr. Alex
- La mano que aprieta (1964) - Profesor Davenport
- Guadalajara en verano (1964)
- Simón del desierto (1964)
- Un hombre peligroso (1965)
- The Glory Guys (1965)
- Viva María! (1965)
- De rififi tiene Paname (Du rififi a Paname) (1966)
- La Grande Vadrouille (1966)
- Demasiado para vivir... poco para morir (Troppo per vivere... poco per morire) (1967)
- La rubia de Pékin (La Blonde de Pékin) (1967)
- Coplano salva su piel (Coplan sauve sa peau) (1968)
- La Vía Láctea (La Voiee Lactee) (1969)
- Señora wirtin tiene también una (Frau wirtin hat auch eine Nichte) (1969)
- La mujer escarlata (La femme ecarlate (1969)
- Jesús, nuestro Señor (1969) - Jesús
- Fútbol México 70 (1970) - Narrador versión en español
- El jardín de la tía Isabel (1971)
- Triángulo (1971) Dr. Pedro Millan
- The Assasination of Trotsky (1972)
- El castillo de la pureza (1972) - Gabriel Lima
- Jory (1973)
- El muro del silencio (1973)
- Interval (1973)
- Cinco mil dólares de recompensa (1973)
- The Mansion of Madness (1973)
- La quema de Judas (1974)
- El santo oficio (1974)
- La bestia acorralada (1974)
- Crónica de un subversivo latinoamericano (1975) - Coronel Robert Ernest Whitney
- Alucarda, la hija de las tinieblas (1976) - Dr. Oschek
- The Devil's Rain (1975)
- El mar (1976)
- Foxtrot (1976)
- The Return of A Man Called Horse (1976)
- El pez que fuma (1977)
- Flores de papel (1977)
- Las abejas (1978)
- Only once in A Lifetime (1979)
- Matar por matar (1979)
- Eagle's Wing (1979)
- Pedro Páramo (1981)
- Complot Petróleo: La cabeza de la hidra (1981)
- Max dominio (1981)
- Memoriales perdidos (1985)
- De veras me atrapaste (1985)
- Murieron a la mitad del río (1986)
- La vida de nuestro Señor Jesucristo (1986) - Jesucristo
- Frida, naturaleza viva (1986)
- Esperanza (1988)
- Licence to Kill (1989)
- Romero (1989)
- Revenge (1990)
- Death and The Compass (1992)
- Cronos (1992)
- Bartolomé de las Casas (1992)
- Miroslava (1993)
- Se equivocó la cigüeña (1993)
- Perdóname todo (1995)
- Una papa sin catsup (1995)
- Utopía 7 (1995)